# لیا بلاک
لیا بلاک (زادهٔ ۱ اکتبر ۲۰۰۶) راننده خودروی مسابقه‌ای، و راننده مسابقه‌ای اهل ایالات متحده آمریکا است.